# Bällefors socken
Bällefors socken i Västergötland ingick i Vadsbo härad, ingår sedan 1971 i Töreboda kommun och motsvarar från 2016 Bällefors distrikt.
Socknens areal är 49,23 kvadratkilometer varav 48,70 land. År 2000 fanns här 325 invånare.  Orten Lagerfors samt kyrkbyn Bällefors med sockenkyrkan Bällefors kyrka ligger i socknen.

## Administrativ historik
Socknen har medeltida ursprung. Socknen införlivade 1758 Tibergs socken.
Vid kommunreformen 1862 övergick socknens ansvar för de kyrkliga frågorna till Bällefors församling och för de borgerliga frågorna bildades Bällefors landskommun. Landskommunen uppgick 1952 i Moholms landskommun som 1971 uppgick i Töreboda kommun. Församlingen uppgick 2002 i Fägre församling.
1 januari 2016 inrättades distriktet Bällefors, med samma omfattning som församlingen hade 1999/2000.  
Socknen har tillhört län, fögderier, tingslag och domsagor enligt vad som beskrivs i artikeln Vadsbo härad. 

## Geografi
Bällefors socken ligger sydost om Mariestad kring Tidan i norr. Socknen är en odlad slättbygd i norr med moss- och skogsbygd i söder. 

## Fornlämningar
Från järnåldern finns domarringar. En runsten finns vid Armendeby.

## Namnet
Namnet skrevs 1376 Bällaffors och kommer från kyrkbyn. Efterleden är fors. Förleden kan innehålla ett vattennamn Bälla, 'den sora' som syftat på en fors i Tidan.